# Citroën C-Buggy
El Citroën C-Buggy es un prototipo de automóvil presentado por Citroën en mayo de 2006 en el Salón del Automóvil de Madrid.  Es un automóvil del segmento A con dos plazas y con influencias de un Buggy y un SUV. Es muy similar al Citroën C-Airplay. 

## Características
Tiene protección para circular por terrenos fuera de la carretera, como la suspensión ligeramente elevada, y un cárter protegido, su motor es un 4 cilindros de 1,6 litros y 155 CV. Las llantas son de 17 pulgadas y pesa 850 kilos, lo que le permite aprovechar al máximo la potencia del motor. La transmisión del C-Buggy es automática de 5 velocidades y tiene vidrios polarizados en la parte inferior, paneles laterales, no tiene puertas, parabrisas ni techo. 
El puesto de conducción es amarillo y además tiene cuero granulado sobre el cuadro de instrumentos. Posee un equipo de sonido digital y portátil que está situado delante de la caja de cambios y está conectado a los altavoces del automóvil mediante tecnología bluetooth.

## Imágenes

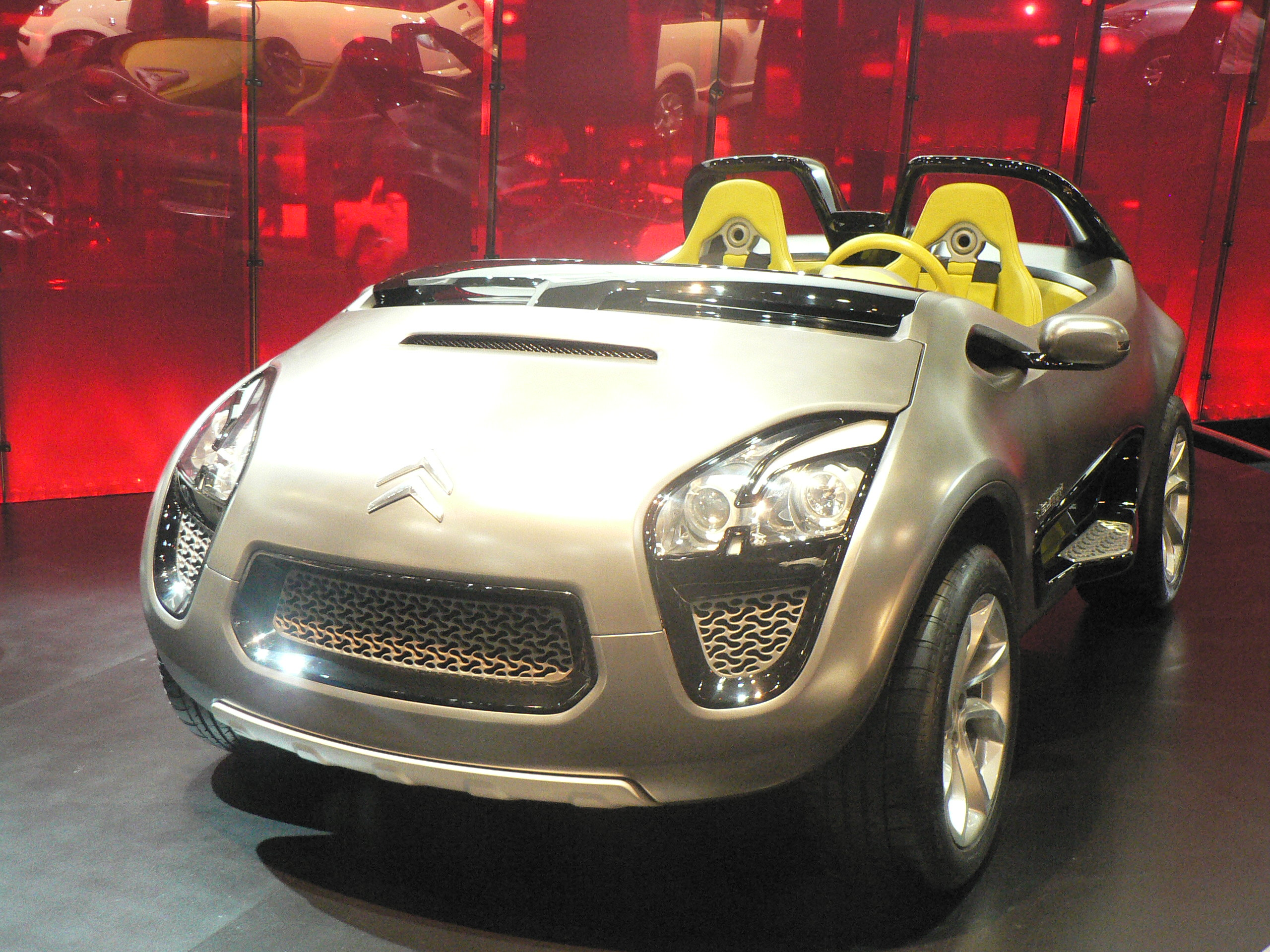
Vista frontal del Citroën C-Buggy.
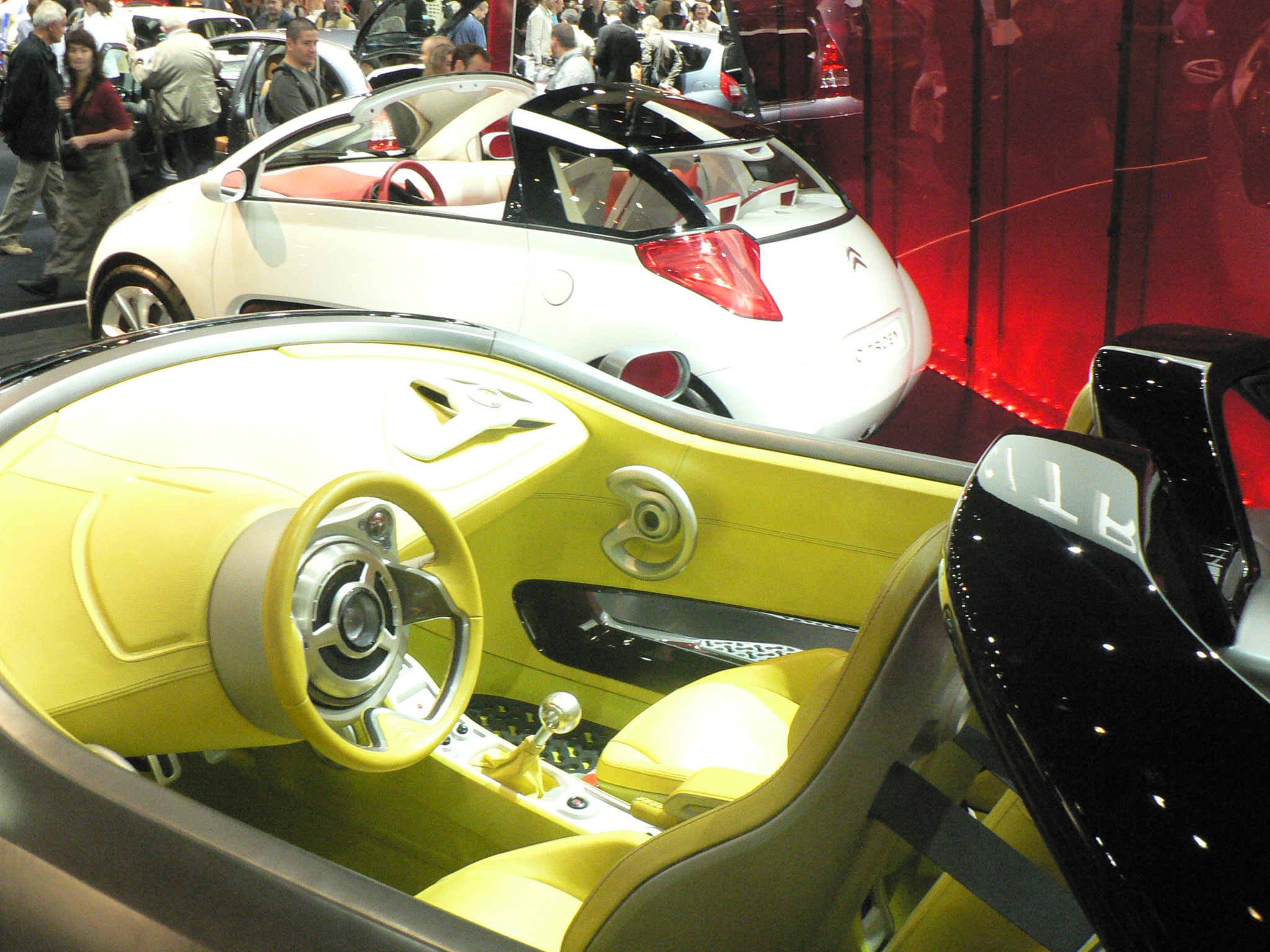
Interior del C-Buggy.
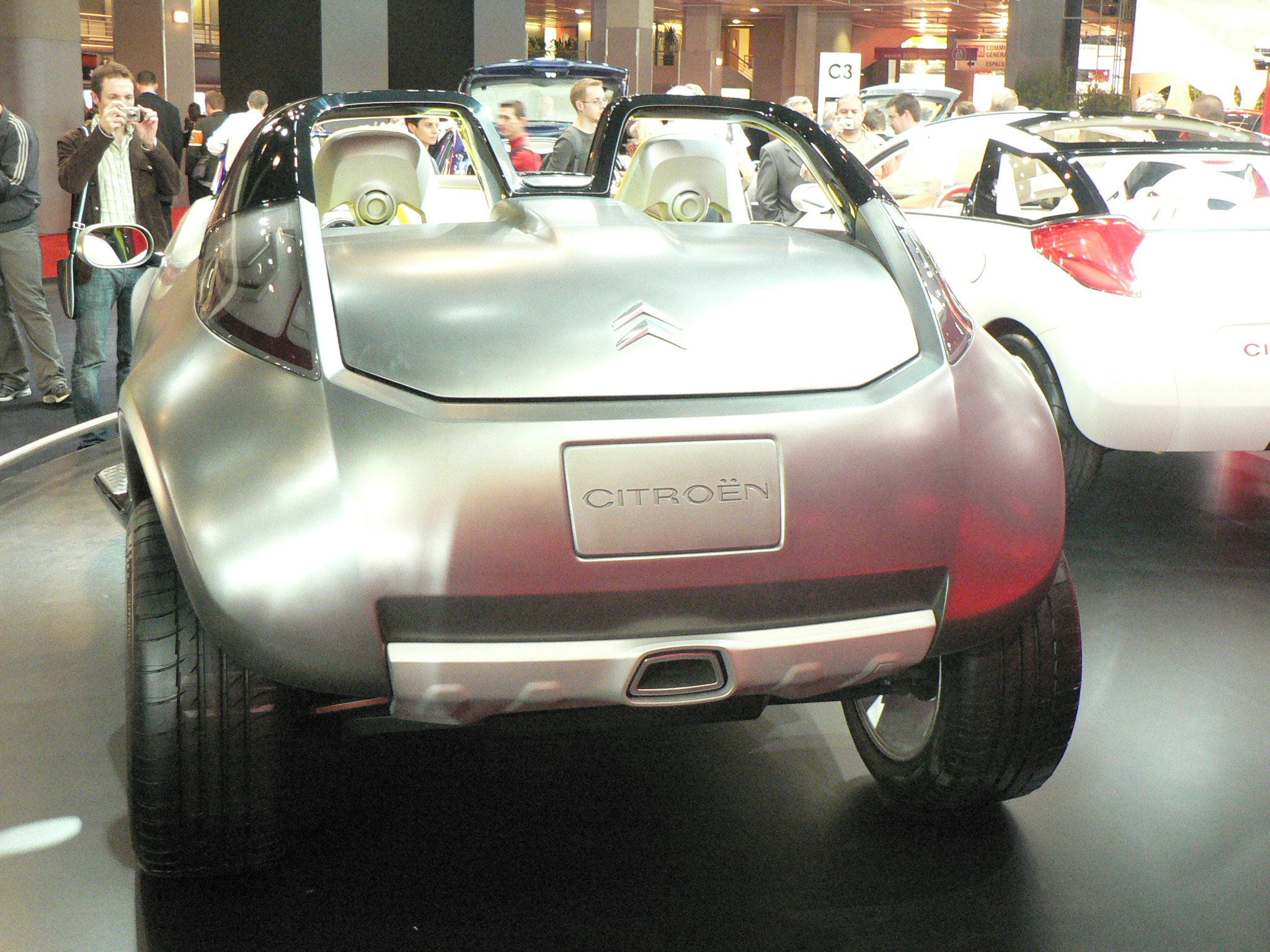
Vista posterior del C-Buggy.